# Juliane Wilhelmine Bause

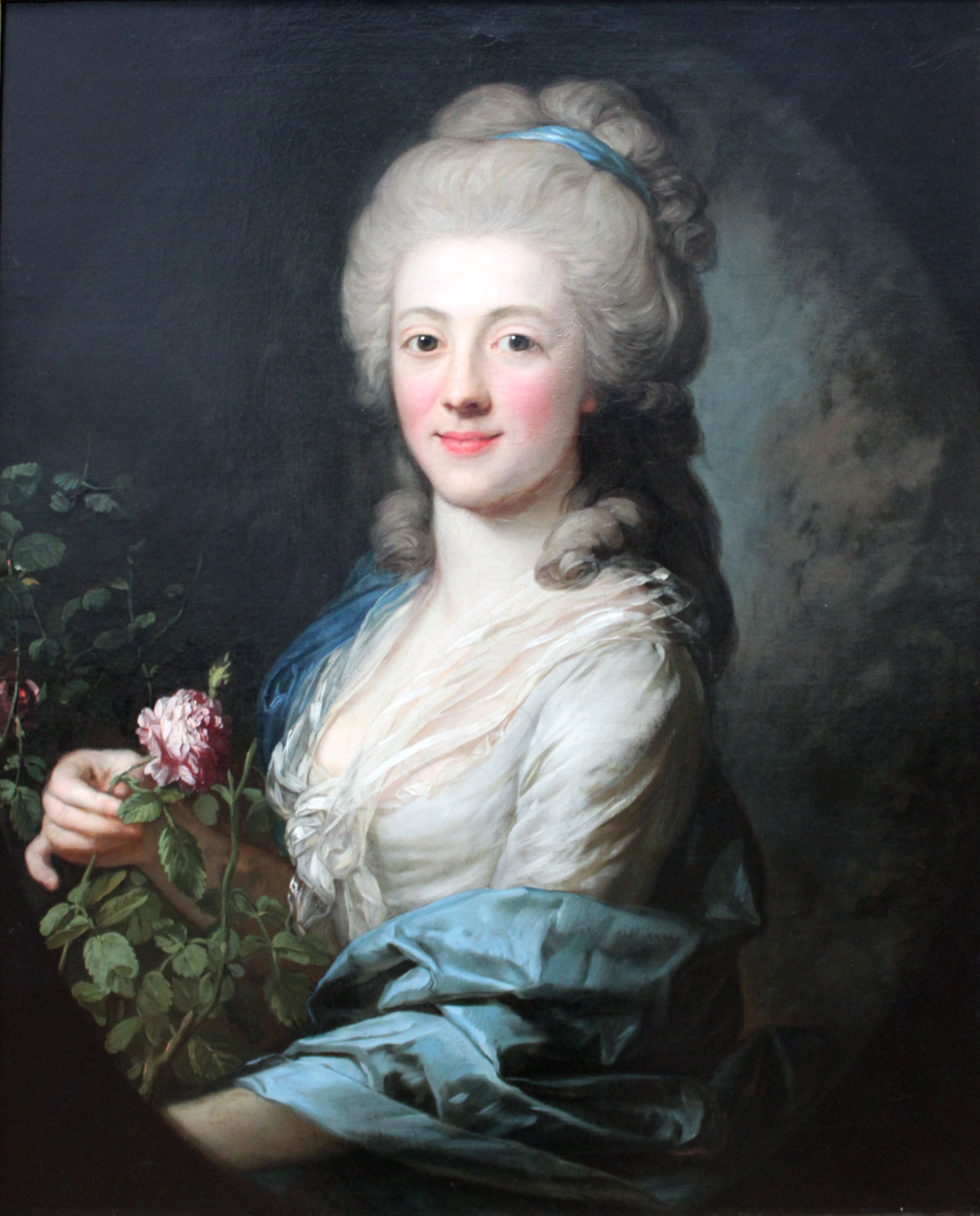
Juliane Wilhelmine Bause (um 1785), Porträt von Anton Graff

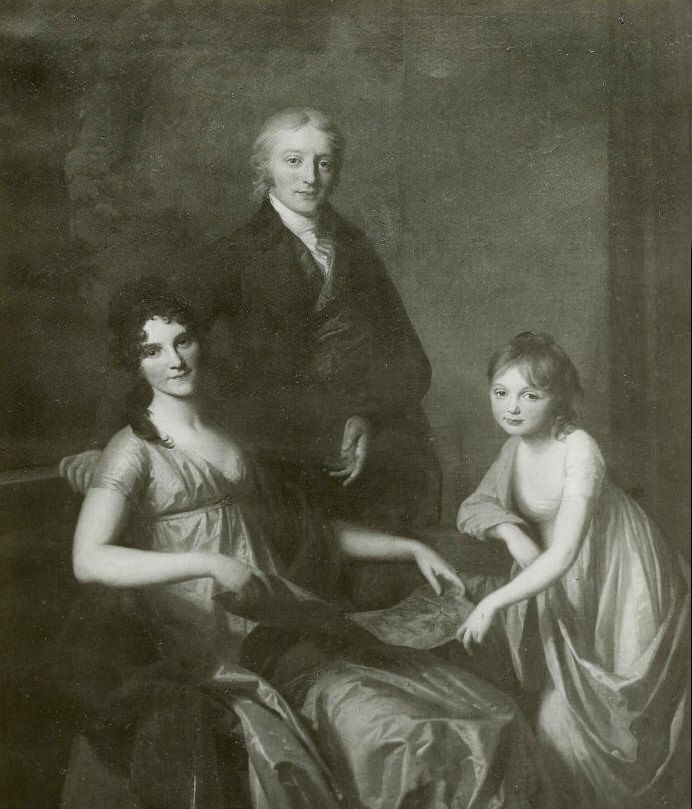
Familie Löhr (um 1802), Gemälde von Johann Friedrich August Tischbein

Juliane Wilhelmine Bause (* 4. Juli 1768 in Leipzig; † 8. August 1837 ebenda) war eine deutsche Malerin und Kupferstecherin.

## Leben
Juliane Wilhelmine Bause war die jüngere der beiden Töchter des Leipziger Kupferstechers Johann Friedrich Bause  und seiner Ehefrau Henriette Charlotte geb. Brünner (1742–1818). Von ihrem Vater lernte sie das Zeichnen und die grafischen Techniken der Radierung und des Kupferstichs. Durch prominente Besuche im Atelier ihres Vaters lernte sie namhafte Geistesgrößen und Künstler wie Goethe, Schiller und Charlotte von Stein kennen. Ihre um zwei Jahre ältere Schwester Friederike Charlotte war musikalisch begabt, starb aber bereits 19-jährig.
Im Jahre 1792 heiratete Juliane Wilhelmine Bause den Leipziger Bankier Carl Eberhard Löhr (1763–1813), der mit dem Tod seines Vaters Eberhard Heinrich Löhr 1798 Besitzer von Löhrs Garten mit dem zugehörigen Wohnpalais wurde. Nachdem ihr Ehemann im April 1813 verstorben war, wurde sie noch im gleichen Jahr von Jean Toussaint Arrighi de Casanova, dem damaligen französischen Gouverneur von Leipzig, ihres Hauses verwiesen. Sie ging mit ihrer 1794 geborenen Tochter Henriette und ihren Eltern nach Weimar, wo ihr Vater ein Jahr später verstarb.
In Weimar lernte die Tochter Henriette den Literaten Johann Georg Keil kennen, den sie 1814 heiratete. Im gleichen Jahr kehrten das junge Paar und Juliane Wilhelmine nach Leipzig zurück, wo sie wieder das Löhrsche Haus bezogen. Neben seiner literarischen Tätigkeit richtete Keil den während der Völkerschlacht verwüsteten Löhrschen Garten wieder her, der nun Keilscher Garten hieß, und erweiterte ihn. Er verwaltete auch die vom Großvater seiner Frau väterlicherseits, Eberhard Heinrich Löhr, überkommene große Gemäldesammlung und die Grafiksammlung von Johann Friedrich Bause.
Juliane Wilhelmine Löhr starb im Alter von 69 Jahren in Leipzig. Sie wurde im Löhrschen Erbbegräbnis in der III. Abteilung des Alten Johannisfriedhofs beerdigt. Von dort wurden ihre sterblichen Überreste 1903 in das neue Keilsche Erbbegräbnis in der I. Abteilung (Nr. 82) des Neuen Johannisfriedhofs überführt.

## Werke

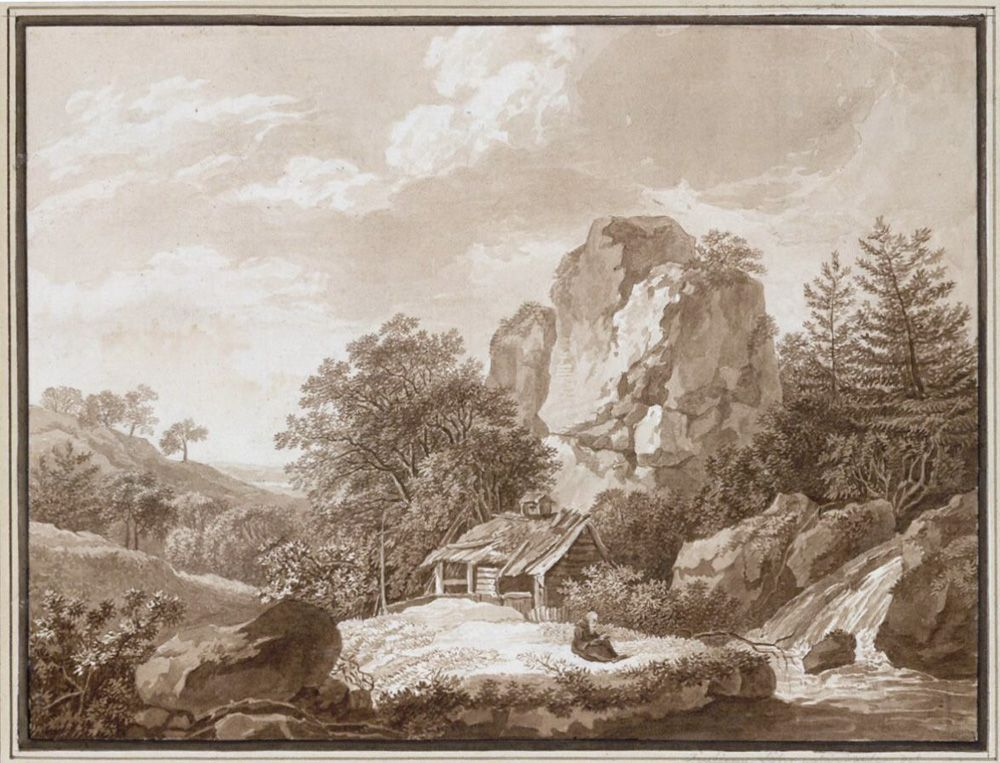
Landschaft mit Eremit
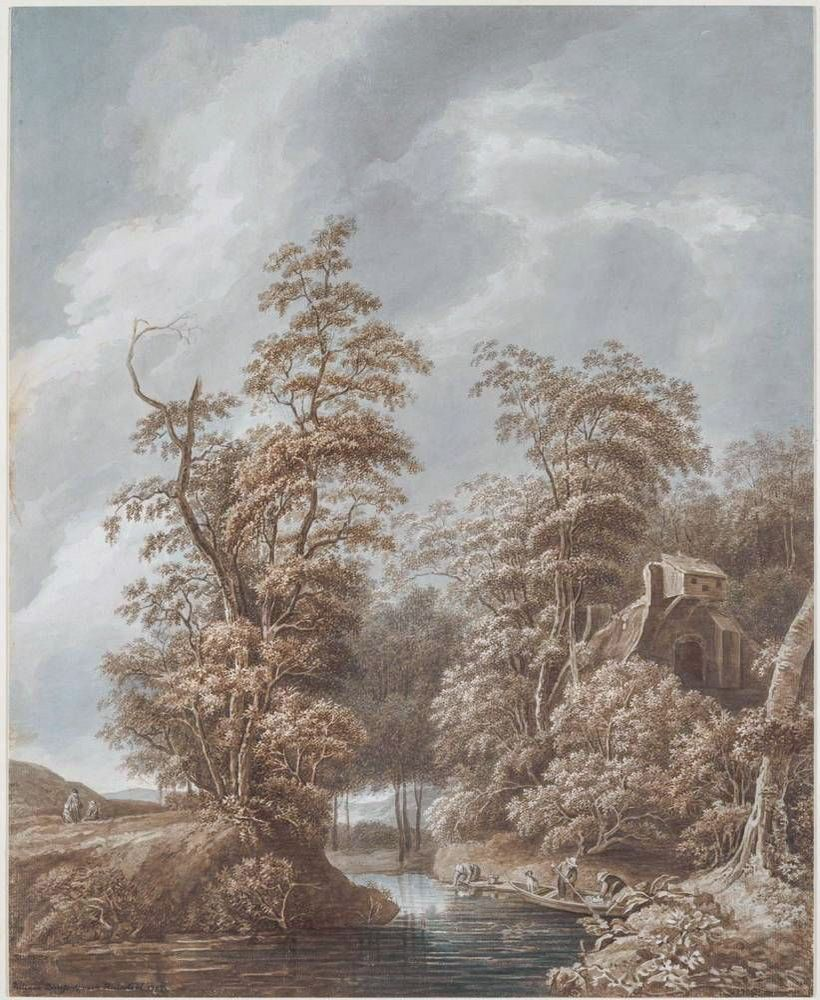
Landschaft nach Ruisdael
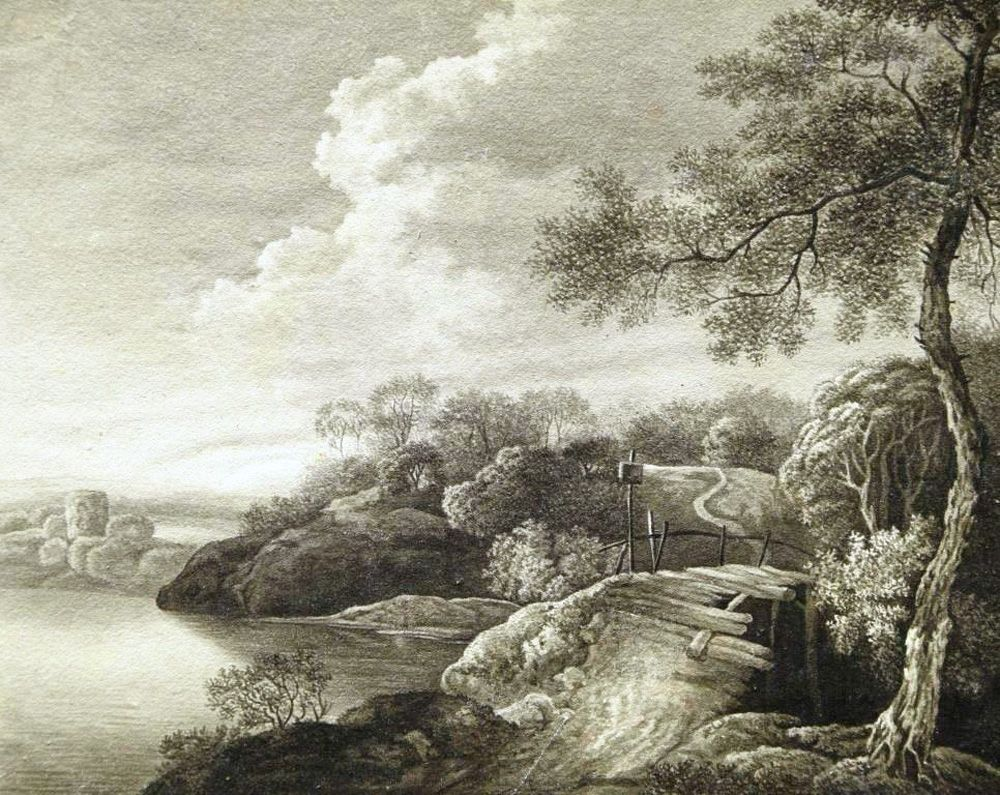
Landschaft mit Steg

Die Schaffensperiode von Juliane Wilhelmine Bause war kurz, da sie in den ersten Jahren ihrer Ehe mit Carl Eberhard Löhr ihre künstlerische Tätigkeit praktisch beendete. 1789–91 radierte sie eine Folge von Landschaften nach holländischen Meistern des 17. Jahrhunderts und hollandisierenden Zeitgenossen (Ferdinand Kobell, Johann Georg Wagner, Johann Samuel Bach), die aber nur in der Art eines Privatdruckes Verbreitung fand. Es existieren auch Aquarelle und Zeichnungen eigener Motive. Ihr bevorzugtes Sujet waren Landschaftsdarstellungen. Das Stadtgeschichtliche Museum Leipzig besitzt neun ihrer Zeichnungen und Radierungen. Weitere Werke befinden sich der Wiener Albertina, der Museumslandschaft Hessen Kassel, den Staatlichen Kunstsammlungen Dresden und dem Philadelphia Museum of Art.